# Louis Stouff (1930-2014)
Pour les articles homonymes, voir Stouff.
Ne doit pas être confondu avec Louis Stouff (1859-1936).
Louis Stouff, né le 11 octobre 1930 à Marseille (France) et mort le 1er février 2014 à Aix-en-Provence (France), est un historien médiéviste, agrégé d'histoire, docteur de 3e cycle et docteur d'État en histoire médiévale.

## Biographie

### Jeunesse et études
Il est le fils de Noël Stouff (1899-1971), qui est le quatrième fils de l'historien Louis Stouff (1859-1936). Sa mère est Noele Cavoret (1901-1989).
Il effectue ses études secondaires à Marseille. Il est admis en classes préparatoires au Lycée Thiers.
Élève de Georges Duby, qui l'avait recruté comme assistant, il a soutenu en 1968, une thèse de troisième cycle sur le ravitaillement et l'alimentation en Provence aux XIVe et XVe siècles puis, en 1979, une thèse de doctorat d'État portant sur Arles à la fin du Moyen Âge.

### Parcours professionnel
Professeur d'histoire médiévale à l’université de Provence, responsable du Centre d'études des sociétés méditerranéennes, il devient professeur émérite dans cette université. Ses travaux concernent essentiellement l’histoire médiévale provençale.

### Vie privée
Il a un fils, Jean Stouff, né en 1964 de son mariage de 1958 avec Marie-José Mazel (1933-2021).

## Publications

### Ouvrages
- Ravitaillement et alimentation en Provence aux XIVe et XVe siècles, Paris-La Haye, Mouton & Co, 1970.
- Arles à la fin du Moyen Âge, thèse d'État, 2 vol., Aix-en-Provence, 1979.
- Arles à la fin du Moyen Âge, Aix-en-Provence, Presse de l'Université Aix-Marseille I, 1986.
- La Table provençale. Boire et manger en Provence à la fin du Moyen Âge, Avignon, 1997.
- Arles au Moyen Âge, Marseille, la Thune, 2000.
- La vie religieuse à Arles et en Provence, Aix-en-Provence, Presses de l'Université de Provence, 2001.
- Arles au Moyen Âge finissant, Aix-en-Provence, Presses universitaires de Provence, 2014.

### Articles
- « Ravitaillement et consommation alimentaire dans le Comtat Venaissin aux XVIe et XVe siècles », Études vauclusiennes, 1971–1972.
- « Alimentation et démographie en Provence aux XIVe et XVe siècles », Annales de démographie historique, 1976.